# Семінол (округ, Флорида)
Шаблон:StateAbbr_ 28°43′ пн. ш. 81°14′ зх. д. / 28.71° пн. ш. 81.23° зх. д.
Округ Семінол (англ. Seminole County) — округ (графство) у штаті Флорида, США. Ідентифікатор округу 12117.

## Історія
Округ утворений 1913 року.

## Демографія
За даними перепису 2000 року загальне населення округу становило 365196 осіб, зокрема міського населення було 349836, а сільського — 15360. Серед мешканців округу чоловіків було 178776, а жінок — 186420. В окрузі було 139572 домогосподарства, 97249 родин, які мешкали в 147079 будинках. Середній розмір родини становив 3,07.
Віковий розподіл населення поданий у таблиці:
| Стать    | До 15 років | 15-21 | 22-29 | 30-39 | 40-49 | 50-65 | 65-85 | Понад 85 |
| -------- | ----------- | ----- | ----- | ----- | ----- | ----- | ----- | -------- |
| Чоловіки | 39443       | 17076 | 18798 | 29744 | 29638 | 27837 | 15010 | 1230     |
| Жінки    | 37398       | 16388 | 18356 | 30382 | 31750 | 29533 | 19850 | 2763     |

## Суміжні округи
- Волусія — північ і схід
- Орандж — південь і захід
- Лейк — захід

## Виноски
1. ↑  U.S. Decennial Census. United States Census Bureau. Архів оригіналу за 12 травня 2015. Процитовано 16 червня 2014.
2. ↑  Historical Census Browser. University of Virginia Library. Архів оригіналу за 30 травня 2019. Процитовано 16 червня 2014.
3. ↑  Population of Counties by Decennial Census: 1900 to 1990. United States Census Bureau. Процитовано 16 червня 2014.
4. ↑  Census 2000 PHC-T-4. Ranking Tables for Counties: 1990 and 2000 (PDF). United States Census Bureau. Процитовано 16 червня 2014.
5. ↑  State & County QuickFacts. United States Census Bureau. Архів оригіналу за 7 червня 2011. Процитовано 16 червня 2014. [Архівовано 2011-06-07 у Wayback Machine.](англ.) Наведено за англійською вікіпедією.
6. ↑  American FactFinder. Бюро перепису населення США. Архів оригіналу за 26 лютого 2012. Процитовано 31 січня 2008. [Архівовано 2008-05-21 у Wayback Machine.]

| США | Це незавершена стаття з географії США. Ви можете допомогти проєкту, виправивши або дописавши її. |